# محمد مقبل علي الحميري
محمد مقبل علي الحميري الناطق بأسم مقاومة محافظة تعز أو المقاومة اليمنية.

## فترة المجلس
باتفاق عرف بأسم «إتفاق فبراير» تمددت فترة المجلس لمدة عامين، وبقيام ثورة الشباب اليمنية لم تُجرَ الانتخابات، وبحسب إتفاق المبادرة الخليجية تمددت لمدة عامين آخرين حتى 2013 .